# Rožice
Rožice este o localitate din comuna Hrpelje - Kozina, Slovenia, cu o populație de 65 de locuitori.